# 江戸橋 (東京都)

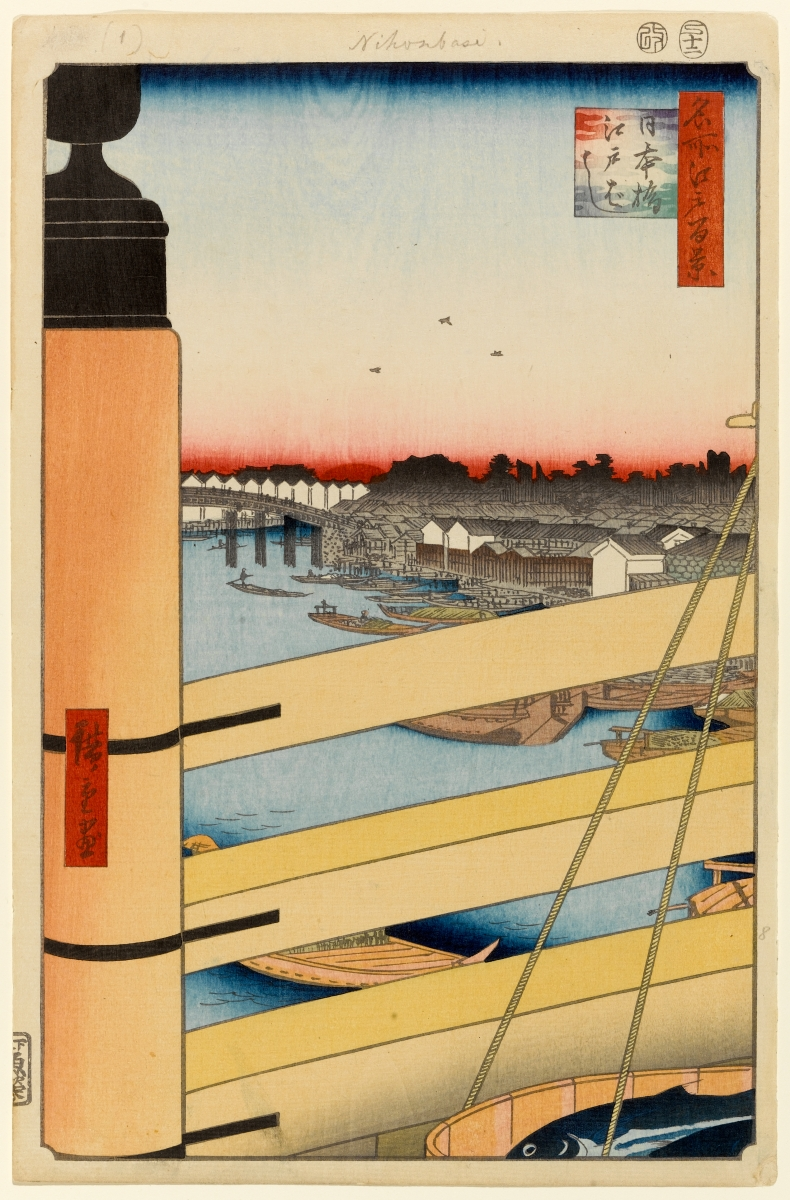
『名所江戸百景』「日本橋江戸ばし」　作品名は日本橋から江戸橋を望むの意

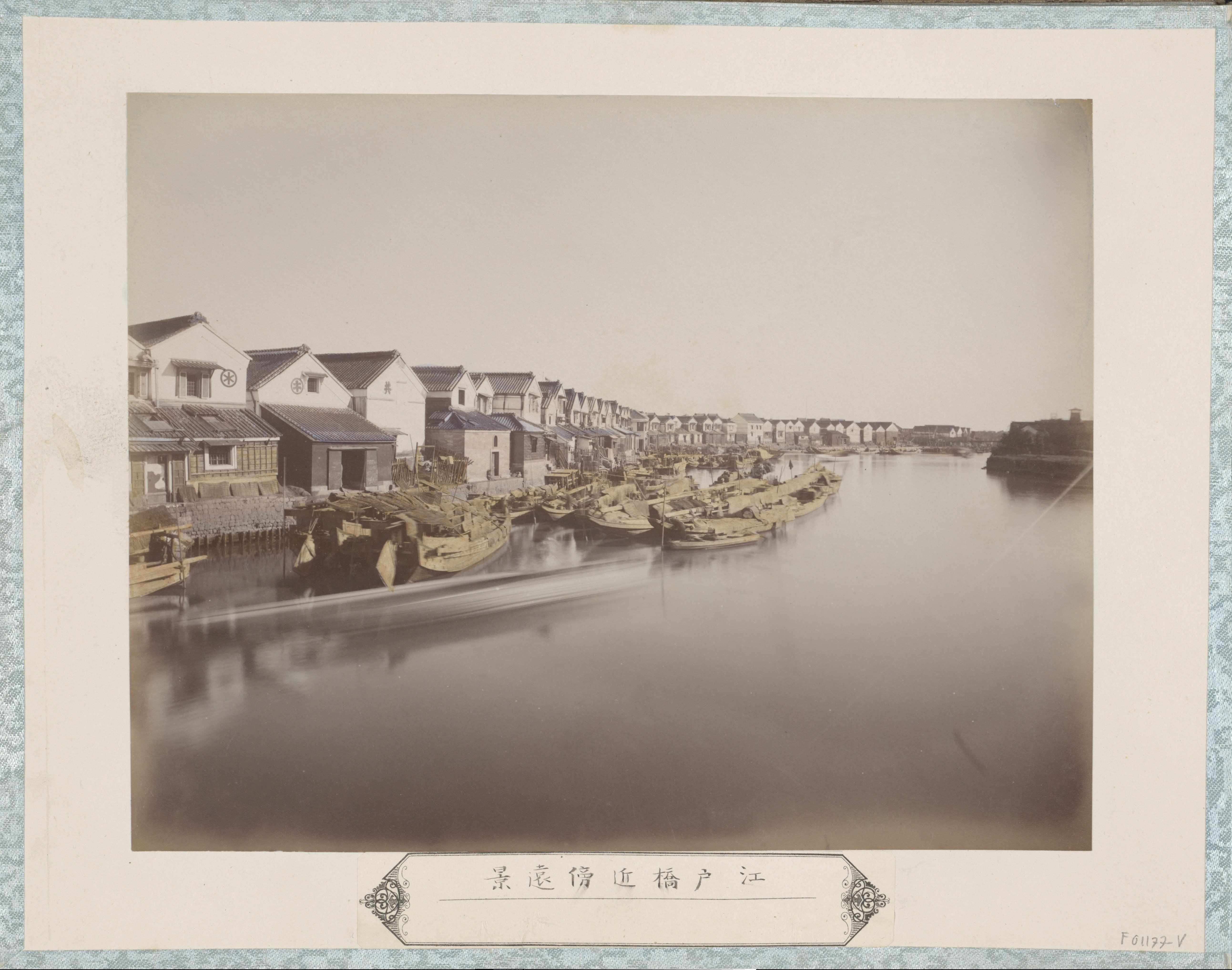
江戸橋近傍遠景（1870年-1900年頃）。

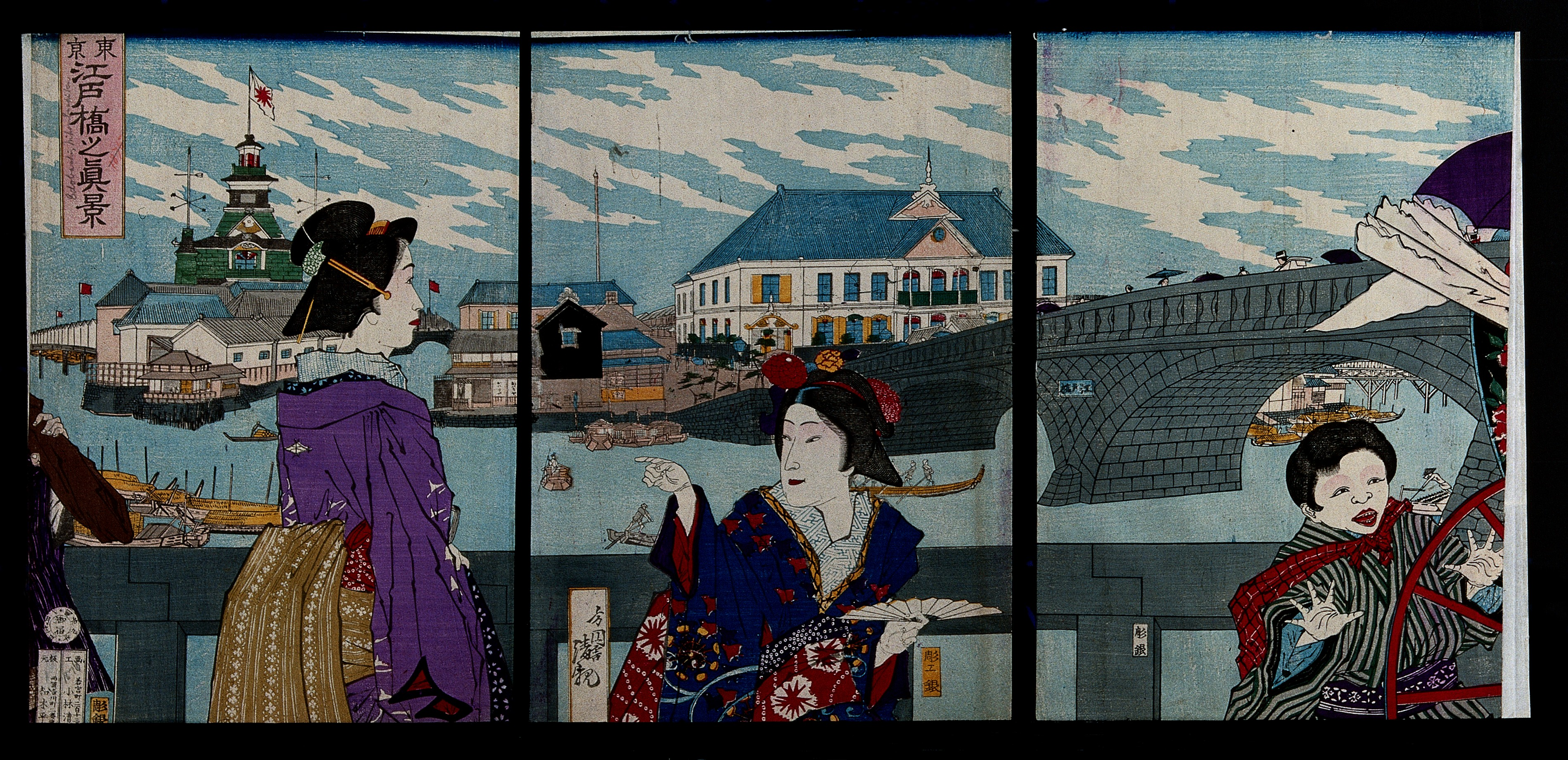
小林清親『東京 江戸橋之真景』 1876年（明治9年）

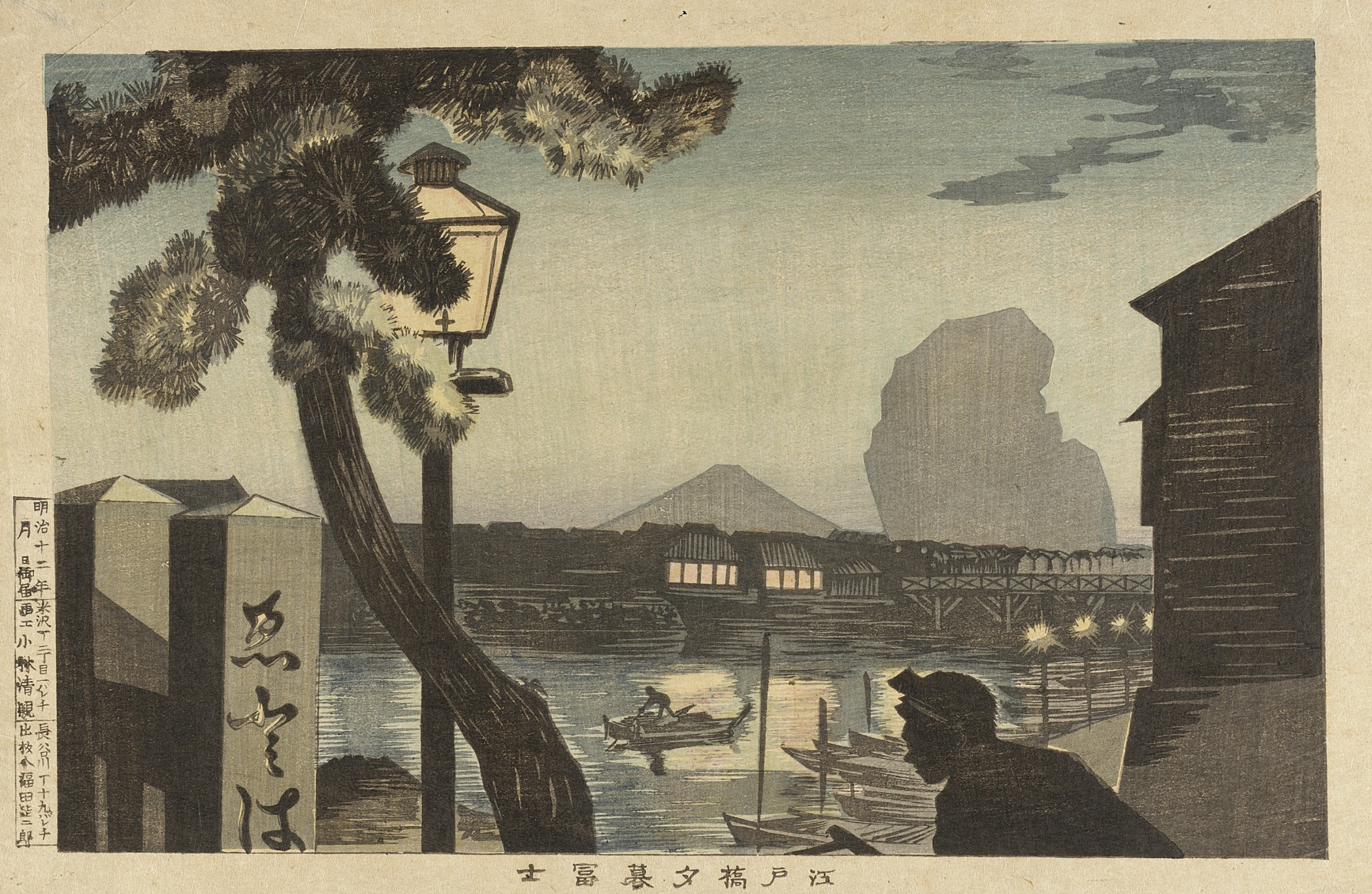
小林清親『江戸橋夕暮富士』 1879年（明治12年）。

江戸橋人形町方面 1930年（昭和5年）頃

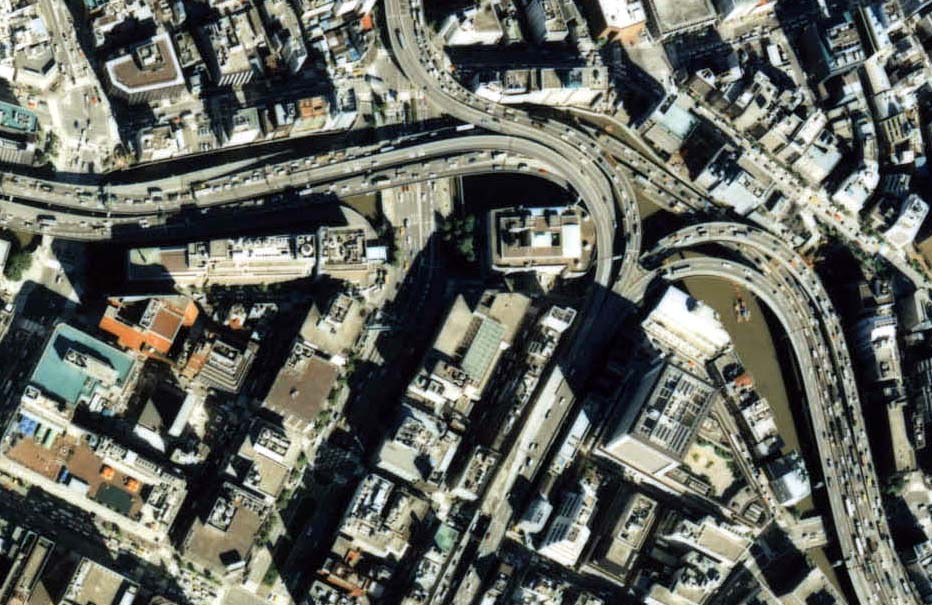
現代の江戸橋の上空写真。1989年

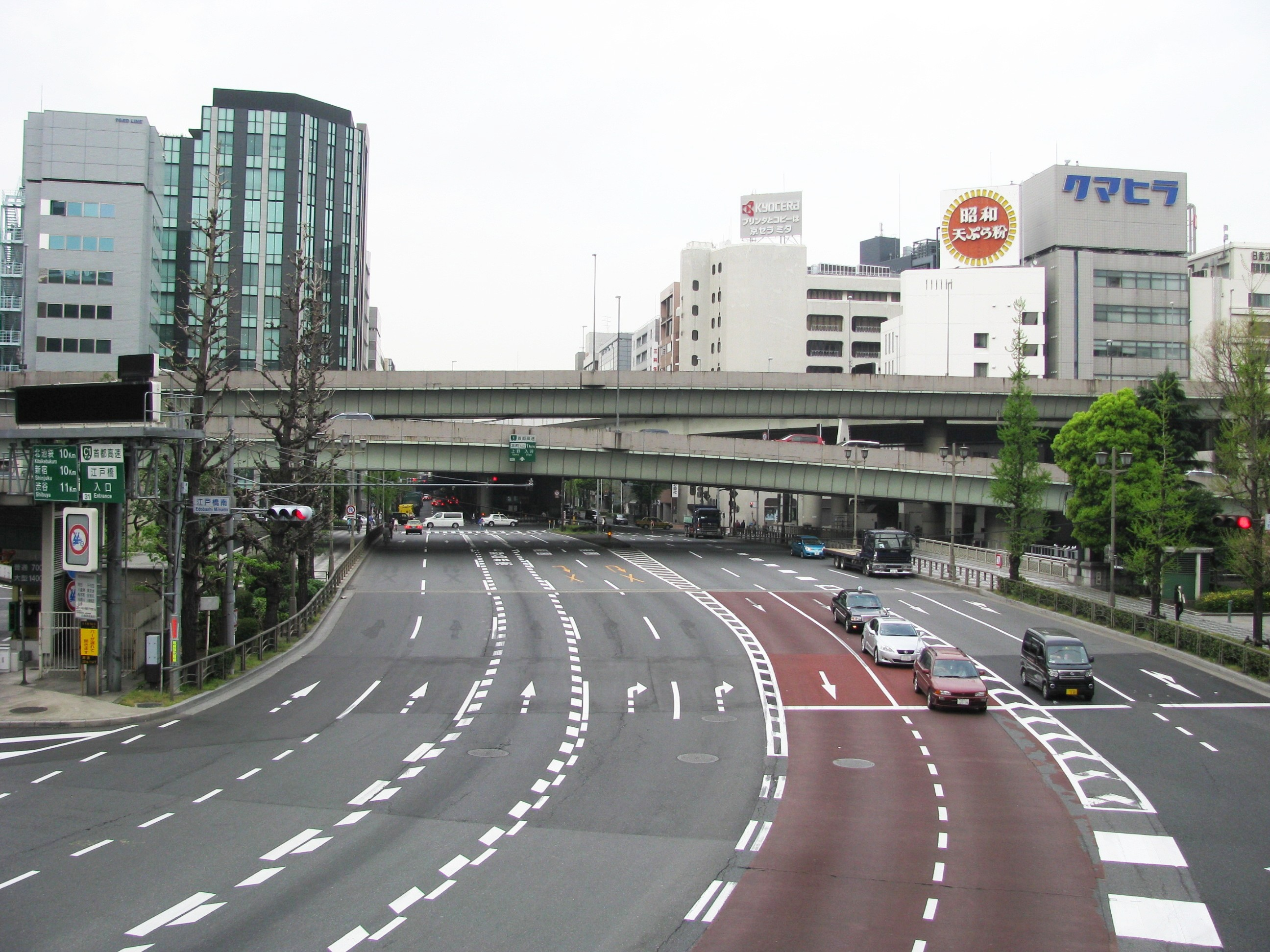
現代の江戸橋で通されている昭和通りおよびその上の首都高速道路（2011年4月16日）

江戸橋（えどばし）は、江戸・東京の日本橋川に架かる橋である。江戸時代には大船町（後に本船町）と本材木町の間に架かる橋だった。現在は南岸の中央区日本橋と北岸の中央区日本橋本町の間に架かる、都道316号昭和通りを通す橋である。また「江戸橋」は昭和期の地名でもあった。

## 歴史
17世紀に大船町（後に本船町）と本材木町の間の日本橋川に架けられた。当初の位置は現在より下流にあり、すぐ東脇を楓川が縦貫していた。1632年（寛永9年）成立の『武州豊嶋郡江戸庄図』では写本によって江戸橋が描かれているものといないものがあり、創架年代を1631年（寛永8年）頃とする説と、次に登場する『正保年間江戸大絵図』までの間とする説がある。橋名の由来は、隣の日本橋との連想から命名されたとする説の外、都市化以前の江戸中心部が
この周辺だったのではないかと推測する説がある。
橋の下は漁船や乗合の舟が集まり、南側には船宿があった他、隅田川の舟遊びのための屋形船なども停泊していた。南西側は木更津河岸と呼ばれ、江戸と上総国木更津を行き来する木更津船が発着した。南詰には明暦の大火後防火のため江戸橋広小路が設けられ、賑わった。
1875年5月に石橋に、1901年には鉄橋へ改架されている。 1927年（昭和2年）昭和通り開通に伴い現在地に架け直された。
1880年、工事中にナウマン象の上あごと臼歯の化石が発見された。
1960年代に江戸橋のほぼ上空に首都高速道路江戸橋ジャンクションができた。

## 地名としての江戸橋
1928年（昭和3年）より1973年（昭和48年）まで、現在の中央区日本橋、昭和通りを中心としたほぼ東半分を（日本橋）江戸橋、中央通りを中心としたほぼ西半分を「（日本橋）通」としていた。（共に1丁目から3丁目まで存在した。）成立以前における以下の町域が相当する。
- 本材木町一丁目
- 本材木町二丁目
- 元四日市町東部
- 青物町
- 佐内町
- 川瀬石町東部
- 新右衛門町東部
- 榑正町
- 下槇町東部

都営地下鉄日本橋駅は開業当時住所が江戸橋であり、長く江戸橋駅と名乗っていたが、1989年（平成元年）改称した。また、現在でも昭和通り・永代通りとの江戸橋一丁目交差点に当時の地名が残る。

## 周辺
- 日本橋郵便局 - 郵便局発祥の地
- 野村證券 - 本社所在地

## アクセス
- 都営地下鉄浅草線日本橋駅

## 隣の橋
- 日本橋川

（上流） - 日本橋 - 江戸橋 - 鎧橋 - （下流）